# Jimeno I de Vasconia
Seguin (o Jimeno) I Lupo fue duque de Vasconia de 812 hasta que 816, cuando Ludovico Pío le depuso «debido a su arrogancia ilimitada y maneras malvadas», según los cronistas francos contemporáneos. Los vascos del otro lado del Garona y de los Pirineos se rebelaron contra la destitución de su duque, pero el rey franco recibió la sumisión de los rebeldes en Dax. El emperador cruzó los Pirineos y "resolvió asuntos" en Pamplona (según la Vita Hludovici). Esto podría implicar que la Vasconia de Jimeno era la transpirenaica, comprendiendo tierras a ambos lados de las montañas.
Un conde de Burdeos (gobernante del "país Burdegalo", o pagus Burdegalensis) nombrado por Carlomagno en 778 tuvo el mismo nombre, Jimeno, y pudo haber sido la misma persona. El duque era probablemente de estirpe Gascona (vasca), aunque la Vita Hludovici le llama "de la raza de los Francos" (ex gente Francorum). Después de someter a los vascos y recibir la sumisión del duque Lupus en 768-769, Carlomagno diseñó una reorganización territorial en 778 para tratar de socavar el orden nativo de Vasconia (Gasconia) y debilitar la autoridad de Lupus II  (re-)estableciendo condados. Jimeno fue nombrado conde en Burdeos, posiblemente de una familia rival de Lupus II. Pudo haber sido hermano  de Sancho I, Lupus III, y Garsand (o Garseand), y probablemente fue el padre de Jimeno II. No fue, como se ha afirmado en ocasiones, el ancestro de la dinastía Jimena qué gobernó el reino de Navarra (905–1234).